# Louis Charles de Saint-Martial de Conros
Louis Charles de Saint-Martial de Conros est un homme politique français né le 16 mars 1757 à Arpajon-sur-Cère (Cantal) et mort le 28 juillet 1838 à Paris.

## Biographie
Émigré, il sert dans l'armée de Condé, et ne rentre en France que sous le Consulat.
Officier supérieur des haras sous la Restauration, il est député du Cantal de 1824 à 1827 et de 1830 à 1831, siégeant avec les indépendants.

## Sources
- « Louis Charles de Saint-Martial de Conros », dans Adolphe Robert et Gaston Cougny, Dictionnaire des parlementaires français, Edgar Bourloton, 1889-1891 [détail de l’édition]